# Kovdorskita
La kovdorskita és un mineral de la classe dels fosfats. Rep el nom de la mina Kovdor Zheleznyi (Rússia), la seva localitat tipus.

## Característiques
La kovdorskita és un fosfat de fórmula química Mg₂(PO₄)(OH)(H₂O)₃. Cristal·litza en el sistema monoclínic. La seva duresa a l'escala de Mohs és 4.
Segons la classificació de Nickel-Strunz, la kovdorskita pertany a «08.DC: Fosfats, etc, només amb cations de mida mitjana, (OH, etc.):RO₄ = 1:1 i < 2:1» juntament amb els següents minerals: nissonita, eucroïta, legrandita, strashimirita, arthurita, earlshannonita, ojuelaïta, whitmoreïta, cobaltarthurita, bendadaïta, kunatita, kleemanita, bermanita, coralloïta, ferristrunzita, ferrostrunzita, metavauxita, metavivianita, strunzita, beraunita, gordonita, laueïta, mangangordonita, paravauxita, pseudolaueïta, sigloïta, stewartita, ushkovita, ferrolaueïta, kastningita, maghrebita, nordgauïta, tinticita, vauxita, vantasselita, cacoxenita, gormanita, souzalita, kingita, wavel·lita, allanpringita, kribergita, mapimita, ogdensburgita, nevadaïta i cloncurryita.

## Formació i jaciments
Va ser descoberta a la mina de ferro Kovdor Zheleznyi, situada al massís de Kovdor, a l'óblast de Múrmansk (Districte Federal del Nord-oest, Rússia). També ha estat descrita a la propera canonada de foscorita-carbonatita del mateix massís. Aquests dos indrets són els únics de tot el planeta on ha estat descrita aquesta espècie mineral.